# Ampudia
 (avril 2025).
Si vous disposez d'ouvrages ou d'articles de référence ou si vous connaissez des sites web de qualité traitant du thème abordé ici, merci de compléter l'article en donnant les références utiles à sa vérifiabilité et en les liant à la section « Notes et références ».
Pour les articles homonymes, voir Ampudia (homonymie).
Ampudia est une municipalité de la province de Palencia, dans la communauté autonome de Castille-et-León, en Espagne située dans la comarque de Tierra de Campos.
Le centre historique a été classé ensemble historico-artistique grâce à son important attrait et ses rues à portiques.
La municipalité d'Ampudia comprend les hameaux de Dehesilla, Esquileo de Abajo, Esquileo de Arriba, Monte la Torre, Rayaces, Valdebustos et Valoria del Alcor.
Son histoire remonte au haut Moyen Âge.

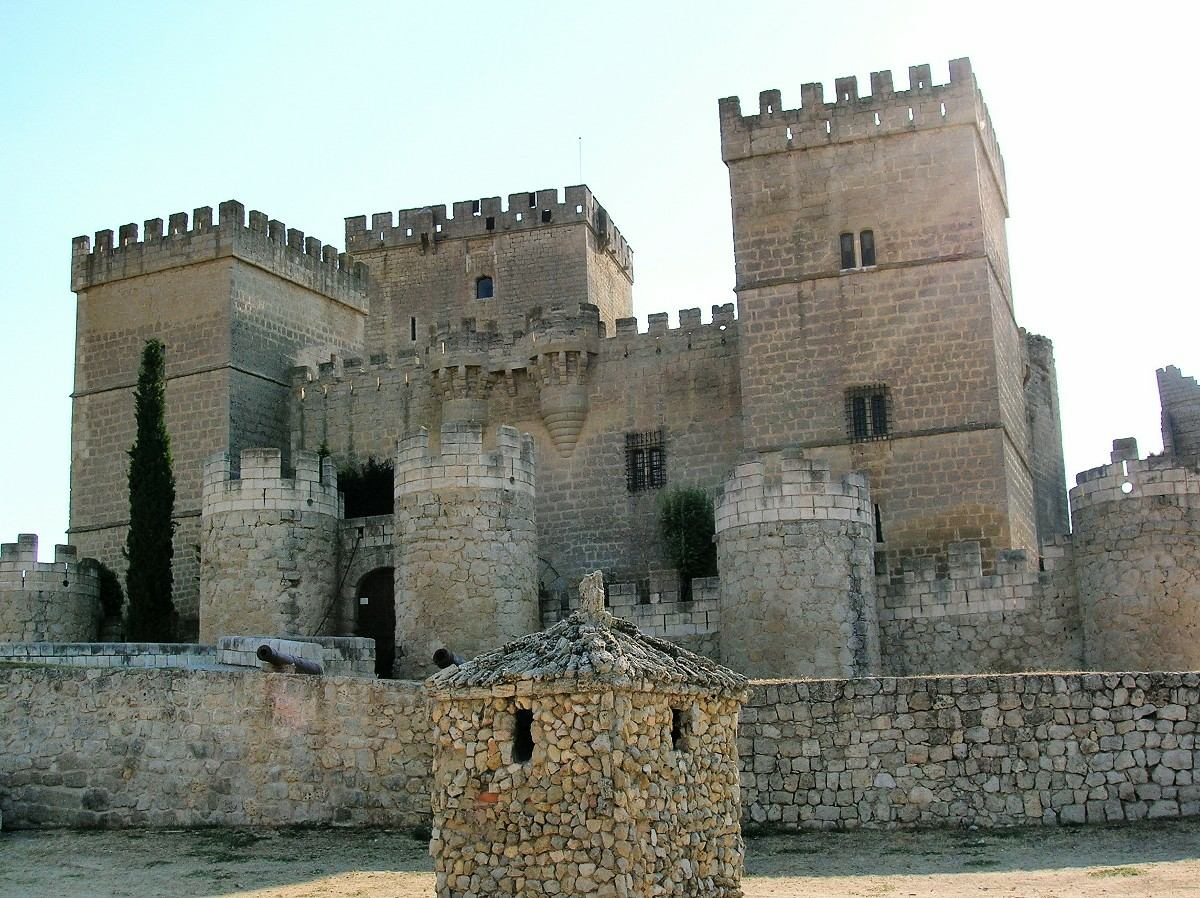
Le château d'Ampudia

## Monuments
- Le château d'Ampudia, édifice militaire du XVe siècle ; aujourd'hui privé, il accueille la collection Eugenio Fontaneda.
- La Colegiata de San Miguel, temple de style gothique/Renaissance du XVIe siècle.
- Le musée d'art sacré, situé dans l'ancien couvent de Saint François fondé au XVIIe siècle par le Duc de Lerma.
- Le monastère de Notre-Dame d'Arconada, situé non loin du village, habité par une communauté de religieuses cisterciennes.